# Himerois thiochroa
Himerois thiochroa är en fjärilsart som beskrevs av Turner 1902. Himerois thiochroa ingår i släktet Himerois och familjen nattflyn. Inga underarter finns listade i Catalogue of Life.